# Taça Estado de São Paulo
A Taça Estado de São Paulo de 1962 foi uma competição criada pela Federação Paulista de Futebol com o intuito de manter em atividade os clubes paulistas durante o intervalo do calendário do futebol brasileiro. Disputada por 69 equipes, a Taça Estado de São Paulo de 1962 teve como vencedor o Corinthians e o Santos como vice-campeão. Embora tenha sido disputada uma única vez, esse torneio, por conta de seu formato, é reconhecido pela FPF como a primeira edição da Copa Paulista de Futebol.

## Campanhas
A campanha do Corinthians até a final
Dezesseis-avos-de-final 
- 15/04/1962 – Portuguesa Santista 0 x 1 Corinthians
- 22/04/1962 – Corinthians 5 x 0 Portuguesa Santista

Oitavas-de-final
- 05/05/1962 – Taubaté 0 x 4 Corinthians
- 10/05/1962 – Corinthians 3 x 0 Taubaté

Quartas-de-final
- 27/05/1962 – São Paulo 2 x 0 Corinthians
- 03/06/1962 – Corinthians 5 x 1 São Paulo

Semifinal
- 07/06/1962 – Ferroviária 2 x 0 Corinthians
- 10/06/1962 – Corinthians 4 x 0 Ferroviária

A campanha do Santos até a final
Dezesseis-avos-de-final 
- 15/04/1962 – Santos 3 x 1 Ponte Preta
- 18/04/1962 – Ponte Preta 3 x 3 Santos

Oitavas-de-final
- 06/05/1962 – EC Corinthians 2 x 1 Santos
- 13/05/1962 – Santos 3 x 1 Corinthians-PP

Quartas-de-final
- 23/05/1962 – Portuguesa 1 x 2 Santos
- 26/05/1962 – Santos 2 x 0 Portuguesa

Semifinal
- 07/06/1962 – Santos 2 x 1 Comercial
- 10/06/1962 – Comercial-SP 1 [0] x [0] 0 Santos
- 13/06/1962 – Santos 2 [1] x [0] 2 Comercial-SP

### Final
| 16 de junho         | Corinthians                                                   | 3–1 | Santos        | Fazendinha                                                  |
| 16h00 (de Brasília) | Cássio Silva, Manoelzinho e Calvet (gol contra) (Corinthians) |     | Nenê (Santos) | Renda: Cr$ 1.137,75 (Cruzeiros) Árbitro: Anacleto Pietrobon |

| 21 de junho         | Santos              | 3–3 | Corinthians                 | Vila Belmiro                        |
| 21h00 (de Brasília) | Lima, Dorval e Zoca |     | Silva, Rafael e Manoelzinho | Renda: Cr$ 1.360.100,00 (Cruzeiros) |